# I'm with You (álbum)
I'm with You é o décimo álbum de estúdio da banda americana de funk rock Red Hot Chili Peppers, que foi lançado pela Warner Bros. Records no dia 26 de agosto de 2011 em vários países da Europa
e em 29 de agosto nos EUA, um dia antes do planejado inicialmente. O álbum conseguiu vender mais de 7 milhões de cópias.
I'm with You é o sucessor de Stadium Arcadium (2006) e é, também, o primeiro lançamento da banda com o novo guitarrista, Josh Klinghoffer, que passou a substituir John Frusciante no final de 2009. O primeiro single do álbum, "The Adventures of Rain Dance Maggie", foi lançado nas rádios em 15 de julho de 2011, três dias antes do esperado devido a um vazamento. "Monarchy of Roses" foi o segundo single. Assim como os 5 álbuns anteriores da banda, Rick Rubin produziu o álbum.
Em relação ao álbum, o vocalista Anthony Kiedis disse, "não há dúvida - este é um começo," com o baterista Chad Smith afirmando, "esta é uma nova banda. Mesmo nome, mas é uma nova banda." Flea disse "é como um renascimento muito ... significativo e rejuvenescedor para nós."

## Antecedentes

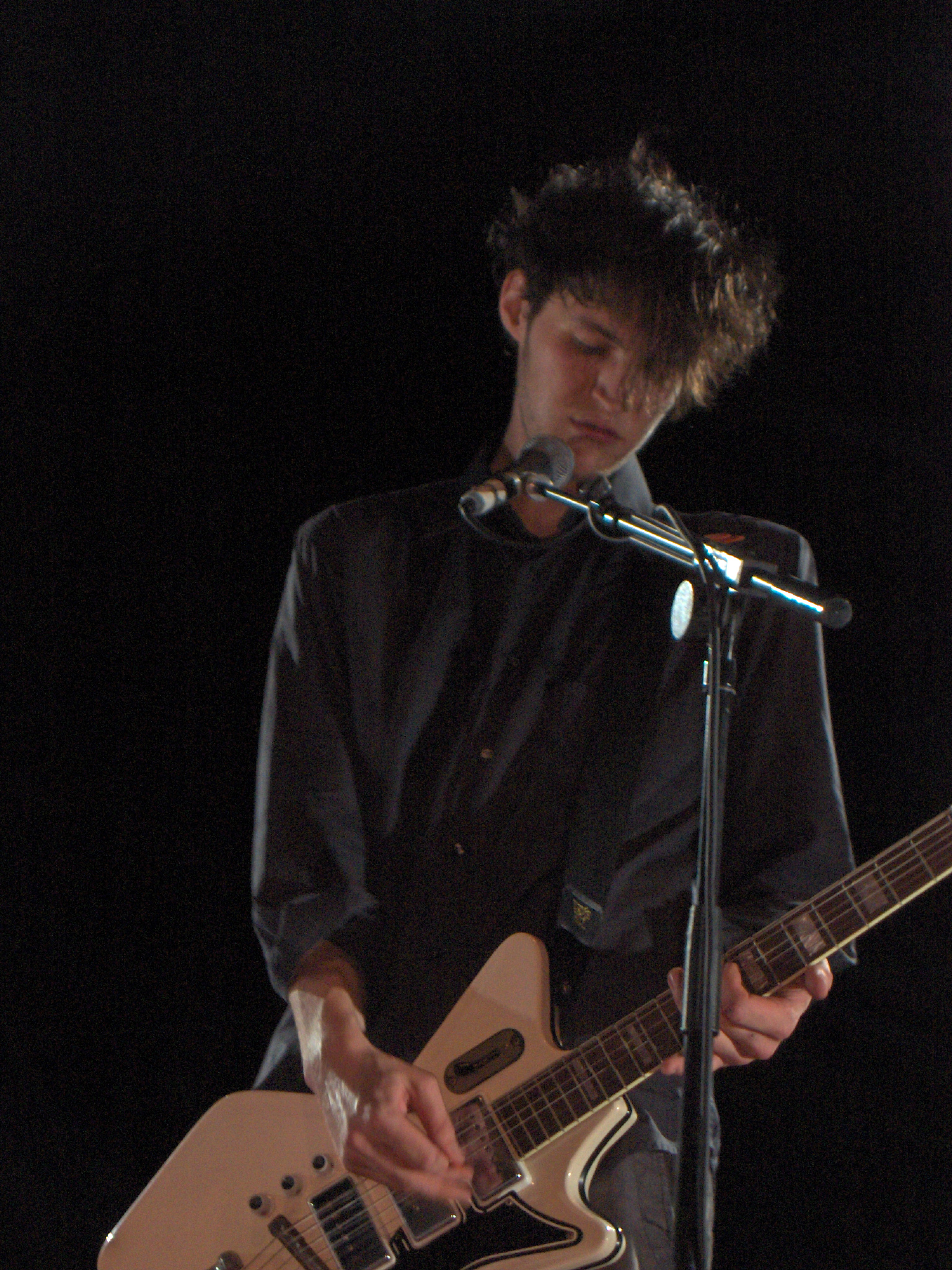
Josh Klinghoffer entrou para banda para substituir John Frusciante.

Em agosto de 2007, no encerramento da turnê mundial da banda do álbum Stadium Arcadium (2006), a banda entrou em um hiato de  dois anos. Flea disse:""Eu senti que queria ter dois anos distante para realmente olhar e ver se a banda era algo que ainda deveríamos estar fazendo..." Durante este tempo, o baixista Flea estudou teoria musical na Universidade do Sul da Califórnia,
o baterista Chad Smith gravou e excursionou com o supergrupo de hard rock, Chickenfoot, enquanto o guitarrista John Frusciante gravou e lançou seu décimo álbum solo, The Empyrean. Durante o hiato da banda, Frusciante saiu da banda pela segunda vez. Ele diz: "Não houve drama ou raiva, e os outros caras foram bastante compreensivos. Eles apoiam que eu faça qualquer coisa que me deixe feliz, e isso vale para os dois lados". Frusciante resume os motivos que o levaram a se distanciar do conjunto: "Para pôr de forma simplificada, meus interesses musicais me colocaram em rota diferente. Durante todo o meu tempo na banda, estava muito animado com explorar as possibilidades musicais inerentes a uma banda de rock, e fazer isso com aquelas pessoas em particular. Há dois anos, comecei a sentir a mesma animação de novo, mas desta vez foi por fazer um tipo diferente de música, sozinho, e ser meu próprio engenheiro".
Frusciante foi posteriormente substituído pelo amigo e colaborador musical Josh Klinghoffer, que havia se apresentado junto com a banda durante o final da turnê Stadium Arcadium.
Juntou-se à banda no final de 2009 e começou a escrever e tocar com a banda em 12 de outubro; no mesmo dia que o amigo e autobiógrafo Brendan Mullen faleceu. De acordo com Flea, "foi um momento comovente para nós. Foi uma coisa emocional." Klinghoffer diz: "Foi uma espécie de 'Olá' triste. Todo mundo perdeu um bom amigo."
Klinghoffer fez sua estreia ao vivo com a banda no dia 29 de janeiro de 2010, realizando um cover de uma música de Neil Young, "A Man Needs a Maid". Quanto à entrada de Klinghoffer para a banda, Smith observou:
"nós conhecemos ele há muito tempo. Ele é super talentoso, inteligente, bonito. Ele se
encaixa perfeitamente, o que é uma coisa boa."

## Gravação e produção
O álbum foi produzido por Rick Rubin, no Cello Studios, em Los Angeles, o mesmo estúdio em que a banda gravou Californication, e no
EastWest Studios and Shangri La. As gravações do álbum ocorreram de setembro de 2010 a março de 2011.

## Escrita e composição
De acordo com o baterista Chad Smith, a banda "compôs um monte de músicas" em 10 meses, de 12 de outubro de 2009 a agosto de 2010. Flea disse que a banda escreveu cerca de 60 canções para o novo álbum e levou cerca de nove meses antes de entrar no estúdio com Rick Rubin.
Após a saída do guitarrista John Frusciante e a chegada de Josh Klinghoffer, o vocalista Anthony Kiedis disse antes do lançamento do álbum, que "Será sempre uma mudança  na química e no sentimento da música quando uma força criativa como John Frusciante sai. Ele foi algo único para o nosso som, mas agora eu acho que também é novo e excitante ter uma mente nova e incrível musical trabalhando conosco. Continuamos a ser os Red Hot Chili Peppers, mas também devemos nos adaptar e acolher novas oportunidades. Afinal, é assim que sobreviveu ao longo dos anos."  O produtor Rick Rubin comentou sobre a chegada de Klinghoffer à banda, dizendo: Josh é fantástico. Ele tocou com John Frusciante por muitos, muitos anos e também excursionou com o Chili Peppers antes, por isso é em parte uma extensão da família. O estilo dele é muito parecido com John mas ele tem uma viagem diferente. Soa como um Red Hot Chili Peppers que você nunca ouviu antes".  Flea observa: Josh é um músico muito sutil e não tanto com grande riff – Toca de uma forma mais sutil, sublime, poética. Estamos reagindo a ele, e nos faz tocar de forma diferente, por isso estamos indo por um caminho diferente, e é ótimo. Nós soando como o Red Hot Chili Peppers, mas é totalmente diferente.
Kiedis comentou sobre o processo de escrita em geral, acrescentando que "este álbum foi uma evolução. Antes, algumas de nossas improvisações eram um pouco imprecisas. Neste disco, um número razoável de músicas foram realmente pensadas e planejadas de uma maneira que nunca tinha sido feito antes. Isto é, com novos conhecimentos de Flea de teoria da música, nós exploramos o processo de escrita com um pouco mais de precisão." Durante o hiato da banda, Flea havia estudado aulas de teoria musical na Universidade do Sul da Califórnia, aprendendo a tocar piano. De acordo com Kiedis, as contribuições de Flea no piano no I'm with You acrescentaram "toda uma nova dinâmica" ao som da banda. De acordo com Flea, Klinghoffer também compôs canções no piano para o disco.
A primeira música escrita para o álbum foi "Brendan's Death Song", que fala sobre Brendan Mullen, dono de um clube de punk rock em Los Angeles. Em 1983, Flea e Kiedis fizeram uma fita demo. Eles foram ao clube no meio do dia e encontraram Brendan. Ele ouviu a fita enquanto os dois dançavam ao redor dele para "transmitir a energia que tínhamos e que queríamos mostrar". Brendan ofereceu que abrissem o show dos Bad Brains. Além disso, Mullen estava trabalhando com Blackie Dammett na biografia The Red Hot Chili Peppers: An Oral/Visual History, quando ele morreu de repente, depois de sofrer um derrame em 2009 e foi incapaz de concluir os trabalhos sobre o livro, que foi concluído por sua companheira Kateri Butler e o designer e músico John Curry. Sobre a composição, Anthony falou: “Coincidiu de Brendan ter morrido bem no dia que teríamos o primeiro ensaio com Josh Klinghoffer. Eu estava dirigindo de casa em direção as montanhas de Santa Monica quando recebi uma mensagem dizendo que Brendan tinha morrido de um acidente vascular cerebral bem no dia de seu aniversário. Quando cheguei ao ensaio, falei para o pessoal da banda que tínhamos acabado de perder esta pessoa maravilhosa. E então começamos a tocar sem falar nada. Provavelmente, depois de eu ter dado a notícia, a segunda coisa que saiu daquela jam foi a base para a canção de Brendan’s Death Song”.
"Annie Wants a Baby" foi escrita no mesmo dia de "Brendan's Death Song". A primeira do álbum e segundo single, "Monarchy of Roses" é a canção mais obscura e mistura funk e pop e relata algumas das etapas da vida de Kiedis, como ele foi expulso da banda, como foi apedrejado. Factory of Faith tem referências a “proezas esportivas”e faz referência à recuperação de Anthony, aos 12 passos para aqueles que sofrem de dependência. Ethiopia "reflete a nova espiritualidade da banda. Em vez de drogas e álcool, temos meditação e injeções de ozônio, e não a heroína. Amor pelas crianças e família. Respeito e esperança". Outras canções como "Did I Let You Know" descrevem o compromisso social com o planeta, enquanto "Police Station" é lenta, emocional, que detalha a história da polícia de Los Angeles a partir da virada do século com seu abuso de poder, manifestações raciais e  sobre a cultura hip hop. De acordo com Anthony, a última música escrita para o álbum foi "Even You Brutus". Ela foi escrita após a banda ter parado de escrever canções e já estavam no estúdio de gravação. Flea entrou e tocou uma música no piano e a banda sentiu que eles deveriam a transformar em uma canção.
Anthony disse que Josh teve um grande papel na produção do álbum e sua voz era tão dominante como os outros três membros da banda. Josh disse que "Não houve realmente um período de adaptação. Isso é tocar música com pessoas que admiro e sou amigo há anos."

### Conteúdo Lírico
De acordo com Flea, "a vida e a morte é o principal tema do álbum."

### Influências
Durante o processo de escrita, Flea teria ouvido os álbuns Exile on Main St. e Tattoo You, ambos dos Rolling Stones.
De acordo com Flea, o álbum é, às vezes, influenciado pela Música da África. Flea disse: "Nós sempre gostamos de música africana. Ao longo de nossa carreira fomos influenciados por ela, mas nós nunca havíamos realmente captado a coisa certa. Josh e eu viajamos pela Etiópia com um grupo chamado Africa Express, que Damon Albarn [Blur, Gorillaz] organizou. Nós ouvimos música todas as noites e tocamos com os músicos. A Etiópia é um país tão grande, um lindo lugar. Portanto, há um pouco de influências africanas sobre as novas músicas. Uma delas é chamada “Take Me Home”, que tem um sentimento real africano, e há outra chamada “Ethiopia”. Sou muito grato a Damon por ter me levado junto. Ele realmente aumentou meu conhecimento sobre a humanidade."

### Título do Álbum
Quando chegou a hora de decidir sobre um título para o álbum, Anthony começou a fazer listas de títulos; no entanto, nenhum deles parecia capturar o espírito do disco. Ele disse que eles achavam de nomeá-lo com uma música do álbum, no entanto, Rick Rubin disse a ele que isso faria parecer que a banda não tem ideias suficientes. Um dia antes do prazo para encontrar um título, Josh escreveu as palavras I'm With You em um pedaço de papel e muito sutilmente mostrou a Kiedis e ao resto da banda, que se apaixonou pelo título imediatamente. Klinghoffer disse que o título lhe veio do nada e explicou que "Parece bem aberta, bem a propósito para onde a banda está, o que a banda está fazendo e como o álbum quer ser relacionado". Kiedis disse: "É aberto, e não há realmente uma conotação negativa. É convidativo. A primeira vez que eu ouvi [o título] mencionado, me deu a melhor sensação que você possa imaginar". Anthony disse: "Sem eu saber, o nome do álbum chegou nas rádios, e uma criança chegou para mim e apertou minha mão e falou 'I'm With You' (Estou com você) e eu falei 'Por que está dizendo isso? Onde você escutou isso? E ele disse novamente 'I'm With You' então eu percebi que ele poderia ter escutado na rádio ou em outro lugar, e foi um ótimo sentimento". Este é o primeiro álbum da banda desde Mother's Milk (1989) que não dispõe de uma faixa-título.

## Promoção e lançamento
Em maio de 2011 um pôster enorme com o asterisco e a palavra “Soon” (Em breve) foi fixado no prédio da Elektra Records (selo pertencente à Warner Music) em Burbank, Los Angeles; o mesmo aconteceu no site da banda, com a intenção de divulgar o álbum.
O canal de esportes ESPN e muitos de seus programas apresentaram canções de I'm with You durante vários clipes, segmentos e comerciais durante os meses de agosto e setembro. A NFL também usou canções do álbum durante os jogos de futebol, principalmente antes de intervalos comerciais ou no estádio durante os intervalos dos jogos ou no final. Em 2011 o reality show The X-Factor estava usando "Look Around" como tema para seus comerciais.
No dia 22 de agosto houve uma “Listening Party” mundial onde os fãs puderam ouvir todo o álbum I’m With You, via streaming pelo site oficial da banda. Várias estações de rádio em todo o mundo começaram a tocar faixas na mesma data que antecedeu o lançamento do álbum.
Em 26 de agosto de 2011 o álbum foi lançado na Austrália, Canadá, Finlândia, França, Alemanha, Irlanda, Holanda e Reino Unido. Em 29 de agosto foi lançado na Polônia e nos Estados Unidos; e 31 no Japão.

## Recepção
| Críticas profissionais | Críticas profissionais |
| Avaliações da crítica  | Avaliações da crítica  |
| Fonte                  | Avaliação              |
| ---------------------- | ---------------------- |
| Artist Direct          | [ 35 ]                 |
| FHM                    | (favorável)            |
| Metro                  | [ 37 ]                 |
| Rolling Stone          | [ 38 ]                 |
| Uncut                  | [ 39 ]                 |
| Q                      | [ 40 ]                 |
| Rock Sound             | 7/10                   |
| Spin                   | 7/10                   |
| Allmusic               | [ 43 ]                 |
| The Los Angeles Times  | (desfavorável)         |
| MusicRadar             | (favorable)            |
| Entertainment Weekly   | B+                     |

John Lewis da revista Uncut fez a primeira análise do álbum em setembro de 2011. Ele classificou o álbum em 3 de 5 estrelas em geral: "ouvi uma reprodução do novo álbum do RHCP, I'm With You, pode-se definitivamente ouvir John Frusciante em forma de um buraco no processo", o álbum teve muitas grandes faixas. Em particular, ele citou as músicas "Happiness Loves Company", "Even You Brutus" e "Police Station" como alguns dos destaques do álbum. Apesar de tudo isto no entanto, aludiu que o álbum não tinha a qualidade geral do material da banda com John Frusciante. A segunda análise do álbum foi feita por Amy Bangs do Rock Sound. Em outra revisão positiva, que viu o álbum alcançar uma classificação de 7 de um total de 10, ela sentiu que "qualquer partida drástica da sua mistura de rock e funk é um desserviço aos fãs", embora ela tenha passado a dizer que faixas como "Monarchy of Roses", "Even You Brutus?" e "Did I Let You Know" são um “um alcance criativo”, descrevendo que o álbum "apresenta camadas de uma batida de dança acelerada e instrumentação eletrônica por cima de linhas de baixo característica de Flea e vocais inconfundíveis Anthony Kiedis". Apesar disso, ela escreveu que "Há um som familiar do funk de inspiração em  ‘Ethiopia’ e ‘Look Around’. Ela também afirma que o novo guitarrista Josh Kinghoffer evita o jogo complexo do ex-guitarrista John Frusciante, ao mesmo tempo, observando suas contribuições no teclado. Ela sentiu que o álbum foi, em geral, uma continuação de sucesso do som da banda e também uma exploração de vários estilos novos para o grupo.
Em outra revisão positiva, na revista Q Craig McLean classificou o álbum em 3 estrelas de 5. Ele saudou 'Brendan's Death Song' como a melhor faixa do álbum.
A revisão mais positiva vem da Artistdirect, cm Rick Florino dando ao álbum 5 estrelas de 5. Florino chamou I'm with You de uma obra-prima, o melhor álbum da carreira da banda. Florino disse que 'Police Station' é a mais vibrante visceral visual que a banda já evocou, e que a canção é um retrato vivido de solidão e fracasso como em 'Under the Bridge' mas com mais duas décadas de complexidade instrumental infundido no coração.
A Rolling Stone, uma revista que tem constantemente elogiado álbuns anteriores da banda, deu a I'm with You deu 3,5 estrelas de 5. Jon Dolan achou o álbum bastante favorável, comparando a saída de Frusciante com os Rolling Stones se reagrupando após a perda de Brian Jones.
No entanto, nem todos os críticos ficaram impressionados com o álbum. O jornal da cidade natal da banda, The Los Angeles Times, deu ao álbum uma análise muito negativa. Mas o escritor Greg Kot elogiou 'The Adventures of Rain Dance Maggie', que ele disse que foi uma das melhores músicas da carreira da banda.
Em 10 de agosto de 2011 o primeiro single do álbum, "The Adventures of Rain Dance Maggie" se tornou o décimo segundo single do grupo a ficar em primeiro na Billboard Alternative Songs. A canção alcançou o número um na parada da Billboard Rock Songs em sua segunda semana na parada. Alcançou o número um também na Canadian Active Rock Chart.

## Turnê
Na primavera de 2011, a banda anunciou as datas da primeira turnê em quase quatro anos. Em 27 de julho de 2011, a banda tocou seu primeiro show desde agosto de 2007 e seu primeiro com Josh. O evento foi muito particular e apenas 300 pessoas foram autorizadas a participar.  Eles fizeram mais dois shows secretos no fim de julho. A banda tocou em festivais em Hong Kong,
Japão e Brasil como um aquecimento para uma turnê mundial que começou no outono de 2011 na Europa.
No dia dia 24 de agosto, o Red Hot Chili Peppers realizou um show no Club Nokia, em Los Angeles. O show foi para arrecadar fundos para o Silverlake Conservatory Of Music. Com ingressos esgotados, o show durou cerca de 2 horas, rendendo 1 milhão de dólares para fundos do Conservatório que ajuda crianças a ingressar na música através de bolsas de estudo. Em 30 de agosto, a banda apareceu ao vivo via-satélite de Colônia, Alemanha, para vários cinemas de todo o mundo, executando o álbum inteiro, menos "Even You Brutus?", juntamente com Me and My Friends e Give It Away.
A banda tocou em vários países da América Latina, incluindo Brasil onde tocaram em São Paulo e no Rock in Rio. A banda também fez um tour pelos Estados Unidos e Austrália em 2012. De acordo com o engenheiro de som, Dave Rat, a turnê duraria até 2013.

## Arte do álbum
Durante entrevista em junho de 2011 na SPIN magazine, Chad confirmou que o controverso artista britânico Damien Hirst faria a capa do álbum  Em 5 de julho de 2011, a arte da capa foi liberada. A capa mostra um fundo totalmente branco com uma mosca em uma pílula rosa que tem o título do álbum escrito. Kiedis disse sobre a capa "É uma imagem. É arte. Nós não a demos um significado, mas é claramente aberta à interpretação."
A filha de Flea, Clara Balzary, esteve envolvida com as fotos promo da banda que antecederam o lançamento do novo álbum.

## Faixas
Todas as músicas por Flea, Anthony Kiedis,  Josh Klinghoffer e Chad Smith.
| N.º            | Título                                | Duração |  |
| 1.             | "Monarchy of Roses"                   | 4:12    |  |
| 2.             | "Factory of Faith"                    | 4:20    |  |
| 3.             | "Brendan's Death Song"                | 5:38    |  |
| 4.             | "Ethiopia"                            | 3:50    |  |
| 5.             | "Annie Wants a Baby"                  | 3:40    |  |
| 6.             | "Look Around"                         | 3:28    |  |
| 7.             | "The Adventures of Rain Dance Maggie" | 4:43    |  |
| 8.             | "Did I Let You Know"                  | 4:21    |  |
| 9.             | "Goodbye Hooray"                      | 3:52    |  |
| 10.            | "Happiness Loves Company"             | 3:34    |  |
| 11.            | "Police Station"                      | 5:35    |  |
| 12.            | "Even You Brutus?"                    | 4:01    |  |
| 13.            | "Meet Me at the Corner"               | 4:21    |  |
| 14.            | "Dance, Dance, Dance"                 | 3:45    |  |
| Duração total: | Duração total:                        | 59:24   |  |

| Tour Edition (disco bônus) |                        |         |  |
| N.º                        | Título                 | Duração |  |
| 1.                         | "Strange Man"          | 3:36    |  |
| 2.                         | "Long Progression"     | 3:58    |  |
| 3.                         | "Magpies On Fire"      | 3:44    |  |
| 4.                         | "Victorian Machinery"  | 4:06    |  |
| 5.                         | "Never Is A Long Time" | 2:46    |  |
| 6.                         | "Love Of Your Life"    | 4:06    |  |
| 7.                         | "The Sunset Sleeps"    | 3:58    |  |
| 8.                         | "Hometown Gypsy"       | 4:02    |  |

### I'm with You Sessions
Em agosto de 2012, a banda começou a lançar músicas inéditas do I'm With You, que não foram incluídas no cd. Nove singles com 17 músicas eram esperados para a liberação. A versão final estava programada para abril de 2013.

## Créditos
Red Hot Chili Peppers
- Anthony Kiedis – vocalista principal
- Flea – baixo, piano em (10), backing vocals
- Chad Smith – bateria, percussão
- Josh Klinghoffer – guitarra, teclados, backing vocals, baixo em (10)

Músicos adicionais
- Mike Bulger – trompete em (8)
- Greg Kurstin – piano em (9, 11, 12)
- Money Mark – Órgão (em "Look Around") em (6)
- Mauro Refosco – percussão (todas menos em 3, 9, 13)
- Lenny Castro – percussão (3, 9, 13), percussão adicional (1, 2, 4, 12, 14)

Pessoal de gravação
- Rick Rubin – produção
- Phillip Broussard Jr. – engenheiro assistente
- Jason Gossman – programação, seqüenciamento e edição
- Ryan Hewitt – Engenheiro
- Chris "Hollywood" Holmes – Edição
- Sara Lynn Killion – engenheiro assistente
- Dana Nielsen – programação, seqüenciamento e edição
- Mark Santangelo - assistente de masterização
- Ken Sluiter – engenheiro assistente
- Greg Fidelman – mixagem[61]
- Vladimir Meller – mixagem
- Andrew Scheps – mixagem[61]

Pessoal Adicional
- Clara Balzary – fotografia
- Damien Hirst – direção de arte
- Prudence Cuming Associates – fotografia do álbum
- Stephane Sednaoui – fotografia do álbum

## Vendas
Em 29 de agosto de 2011, I'm with You foi número um de vendas na iTunes em dezesseis países diferentes.
O álbum estreou em 2º lugar no Top 200 da Billboard, vendendo 228.926 cópias na primeira semana nos EUA de acordo com a SoundScan, perdendo apenas para o álbum “Tha Carter IV” do rapper Lil Wayne.
Ainda na Billboard, ele figurou entre primeiro e segundo lugar em: Digital Albums, Reino Unido, Alemanha, Canadá. O álbum ficou em 1º lugar na estreia no Brasil, Argentina, Croácia, Dinamarca, Finlândia, Alemanha, Holanda, Irlanda, Japão, Coréia, México, Nova Zelândia, Polônia, Espanha, Suíça e Reino Unido, totalizando 17 países. E 2º lugar na estréia na Austrália, Áustria, Bélgica, Canadá e França.

### Posições
| Parada (2011)      | Melhor posição |
| ------------------ | -------------- |
| Argentina          | 1              |
| Austrália          | 2              |
| Bélgica (Flandres) | 3              |
| Bélgica (Valônia)  | 2              |
| Brasil             | 1              |
| Croácia            | 1              |
| Espanha            | 1              |
| França             | 2              |
| Holanda            | 1              |
| Finlândia          | 1              |
| Hungria            | 1              |
| Irlanda            | 1              |
| Japão              | 1              |
| Nova Zelândia      | 1              |
| Noruega            | 6              |
| Polônia            | 10             |
| República Checa    | 2              |
| Suiça              | 1              |
| Reino Unido        | 1              |

| País                    | Certificação | Vendas  |
| ----------------------- | ------------ | ------- |
| Argentina - (CAPIF)     | Ouro         | 20.000  |
| Austrália - (ARIA)      | Ouro         | 35.000  |
| Alemanha - (BVMI)       | Ouro         | 100.000 |
| Brasil - (ABPD)         | Platina      | 40.000  |
| Itália - (FIMI)         | Ouro         | 30.000  |
| Nova Zelândia - (RIANZ) | Ouro         | 7.500   |
| Polónia - (ZPAV)        | Platina      | 20.000  |
| Reino Unido - (BPI)     | Ouro         | 100.000 |
| Estados Unidos - (RIAA) | Ouro         | 500.000 |

### Singles
| Ano  | Canção                                | Melhor posição | Melhor posição | Melhor posição | Melhor posição | Melhor posição | Melhor posição | Melhor posição | Melhor posição |
| Ano  | Canção                                | US             | US Alt.        | US Main.       | US Rock        | UK             | AUS            | CAN            | CAN Alt.       |
| ---- | ------------------------------------- | -------------- | -------------- | -------------- | -------------- | -------------- | -------------- | -------------- | -------------- |
| 2011 | "The Adventures of Rain Dance Maggie" | 38             | 1              | 2              | 1              | 44             | 41             | 16             | 1              |
| 2011 | "Monarchy of Roses"                   |                | 22             |                | 26             |                |                |                |                |